# Bad Vöslau
Bad Vöslau is een gemeente in de Oostenrijkse deelstaat Neder-Oostenrijk, gelegen in het district Baden. De gemeente heeft ongeveer 11.000 inwoners.

## Geografie
Bad Vöslau heeft een oppervlakte van 38,74 km². Het ligt in het noordoosten van het land, in de buurt van de hoofdstad Wenen.

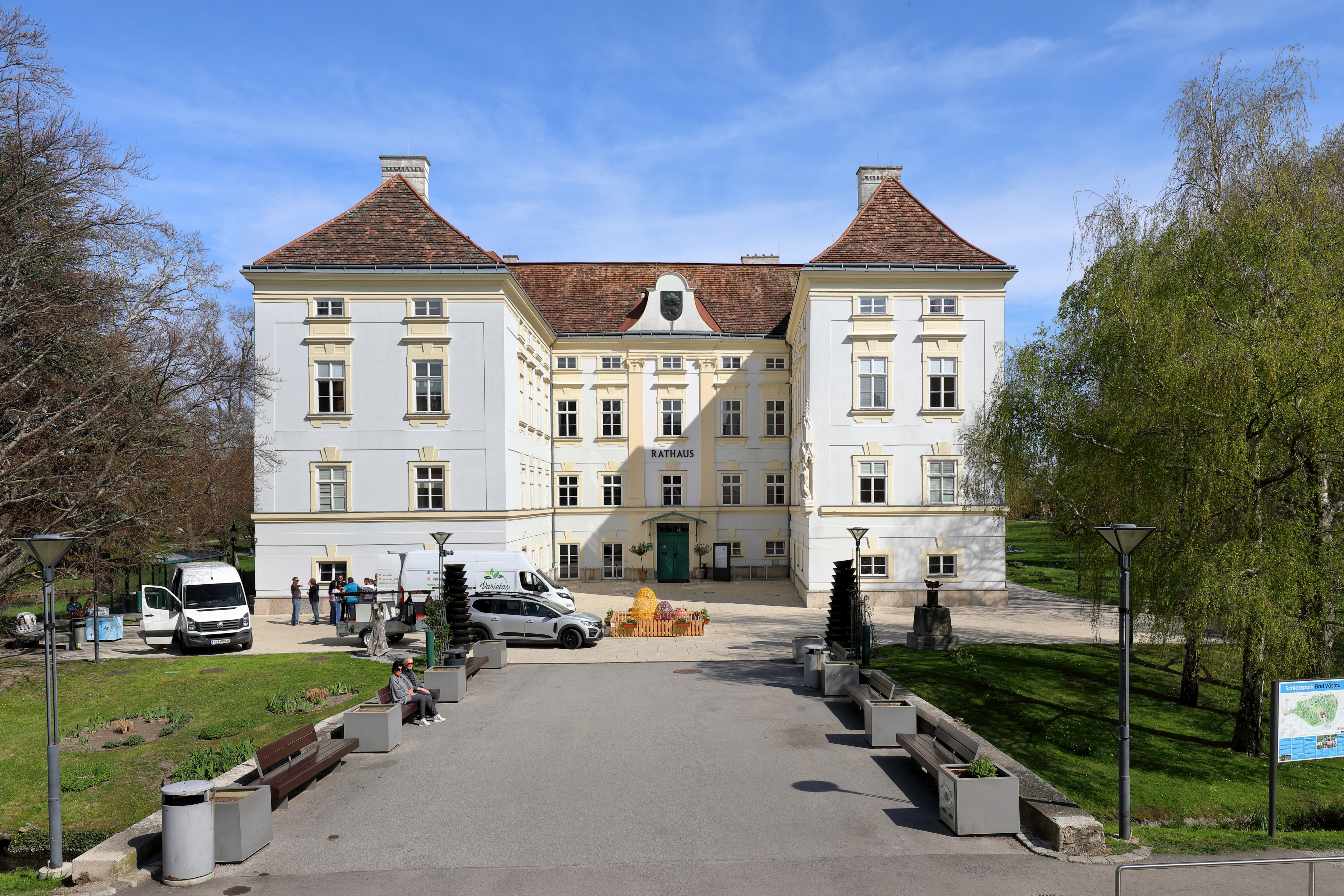
Kasteel en stadhuis in Bad Vöslau

Alland · Altenmarkt an der Triesting · Baden · Bad Vöslau · Berndorf · Blumau-Neurißhof · Ebreichsdorf · Enzesfeld-Lindabrunn · Furth an der Triesting · Günselsdorf · Heiligenkreuz · Hernstein · Hirtenberg · Klausen-Leopoldsdorf · Kottingbrunn · Leobersdorf · Mitterndorf an der Fischa · Oberwaltersdorf · Pfaffstätten · Pottendorf · Pottenstein · Reisenberg · Schönau an der Triesting · Seibersdorf · Sooß · Tattendorf · Teesdorf · Traiskirchen · Trumau · Weißenbach an der Triesting
- Bibliothèque nationale de France: cb12033504j (data)
- Gemeinsame Normdatei: 4279070-0
- Library of Congress Control Number: n86045832
- MusicBrainz: e8f0b336-574b-4a47-ba19-0a0db37ad9c8
- Nationale Bibliotheek van Tsjechië: ge885070
- Nationale Bibliotheek van Israël: 987007557703905171
- Virtual International Authority File: 149006028
- WorldCat: E39PBJfxd49WCwwy3rVV7KBVmd